# باسكوالي غالو
باسكوالي غالو (بالفرنسية: Pasquale Gallo)‏ هو منافس ألعاب قوى فرنسي، ولد في 15 أغسطس 1988 في لاميتسيا تيرمي في إيطاليا.